# Resolutie 890 Veiligheidsraad Verenigde Naties
Resolutie 890 van de Veiligheidsraad van de Verenigde Naties werd unaniem aangenomen op 15 december 1993. De resolutie verlengde de UNAVEM II-missie in Angola met drie maanden.

## Achtergrond
Nadat Angola in 1975 onafhankelijk was geworden van Portugal, keerden de verschillende onafhankelijkheidsbewegingen zich tegen elkaar om de macht. Onder meer Zuid-Afrika en Cuba bemoeiden zich in de burgeroorlog, tot ze zich in 1988 terugtrokken. De VN-missie UNAVEM I zag toe op het vertrek van de Cubanen. Een staakt-het-vuren volgde in 1990, en hiervoor werd de UNAVEM II-missie gestuurd. In 1991 werden akkoorden gesloten om democratische verkiezingen te houden die eveneens door UNAVEM II zouden worden waargenomen.

## Inhoud

### Waarnemingen
De Veiligheidsraad wees op het belang dat hij hechtte aan de volledige uitvoering van de vredesakkoorden en zijn resoluties. De Raad verwelkomde de hervatting van de onderhandelingen in Lusaka en merkte op dat beide partijen onder meer het geweld hadden verminderd. Desondanks was er nog steeds geen staakt-het-vuren van kracht. Ook moest UNITA het resultaat van de gehouden verkiezingen aanvaarden. Daarnaast stemde ook de ernstige humanitaire situatie tot ongerustheid.

### Handelingen
Het belang van een vreedzame oplossing werd benadrukt en de Raad drong erop aan dat men flexibel was bij de onderhandelingen en bereid zou zijn om aan vrede te werken. Het mandaat van de UNAVEM II-vredesmissie werd verlengd tot 16 maart 1994. De partijen werden opgeroepen om hun toezeggingen in Lusaka na te komen en onmiddellijk alle militaire acties stop te zetten, teneinde het verdere lijden van de bevolking en de economie te voorkomen en om een staakt-het-vuren in te stellen. 
Secretaris-generaal Boutros Boutros-Ghali werd gevraagd meteen te rapporteren over dat laatste en tegen 1 februari over de vooruitgang van de gesprekken. De secretaris-generaal had ook al stappen ondernomen om UNAVEM II uit te breiden ingeval het vredesproces sterk vooruit zou gaan. Ook de ongehinderde levering van hulpgoederen bleef van belang en de landen en organisaties die hieraan bijdroegen werden geprezen. Gezien de aan de gang zijnde onderhandelingen besloot de Veiligheidsraad nog om de maatregelen tegen UNITA in resolutie 864 niet op te leggen.

## Verwante resoluties
- Resolutie 851 Veiligheidsraad Verenigde Naties
- Resolutie 864 Veiligheidsraad Verenigde Naties
- Resolutie 903 Veiligheidsraad Verenigde Naties (1994)
- Resolutie 922 Veiligheidsraad Verenigde Naties (1994)

Lijst ·  800 ·  801 ·  802 ·  803 ·  804 ·  805 ·  806 ·  807 ·  808 ·  809 ·  810 ·  811 ·  812 ·  813 ·  814 ·  815 ·  816 ·  817 ·  818 ·  819 ·  820 ·  821 ·  822 ·  823 ·  824 ·  825 ·  826 ·  827 ·  828 ·  829 ·  830 ·  831 ·  832 ·  833 ·  834 ·  835 ·  836 ·  837 ·  838 ·  839 ·  840 ·  841 ·  842 ·  843 ·  844 ·  845 ·  846 ·  847 ·  848 ·  849 ·  850 ·  851 ·  852 ·  853 ·  854 ·  855 ·  856 ·  857 ·  858 ·  859 ·  860 ·  861 ·  862 ·  863 ·  864 ·  865 ·  866 ·  867 ·  868 ·  869 ·  870 ·  871 ·  872 ·  873 ·  874 ·  875 ·  876 ·  877 ·  878 ·  879 ·  880 ·  881 ·  882 ·  883 ·  884 ·  885 ·  886 ·  887 ·  888 ·  889 ·  890 ·  891 ·  892